# خلیج تامان
خلیج تامان (انگلیسی: Taman Bay) یک خلیج در دریای آزوف و سرزمین کراسنودار روسیه است.

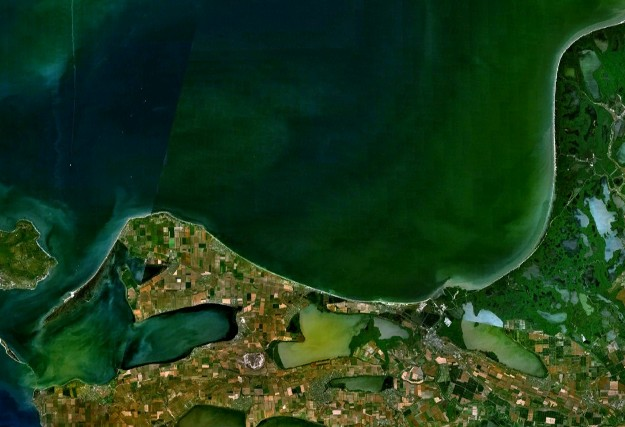
نمایی از خلیج تامان